# Jeden z dziesięciu
Jeden z dziesięciu (nieoficjalnie: 1 z 10) – polski teleturniej oparty na brytyjskim formacie Fifteen to One emitowany na antenach Telewizji Polskiej od 1994 roku. Jego prowadzącym jest Tadeusz Sznuk. Uczestnicy programu odpowiadają na pytania z zakresu wiedzy ogólnej i próbują wyeliminować z gry przeciwników, wyznaczając ich do odpowiedzi.
Pod względem lat emisji jest to drugi (po Wielkiej grze) najdłużej nadawany teleturniej w polskiej telewizji i pierwszy spośród wciąż produkowanych.
Teleturniej powstał w oparciu o brytyjski format Fifteen to One autorstwa Johna M. Lewisa, którego oryginalna wersja była emitowana na antenie Channel 4. Licencji udziela przedsiębiorstwo All3Media International.
Przez kilka pierwszych lat program nagrywano w Warszawie. Później realizował je oddział Telewizji Polskiej w Lublinie. Latem 2024 roku studio programu powróciło do stolicy.

## Zasady gry

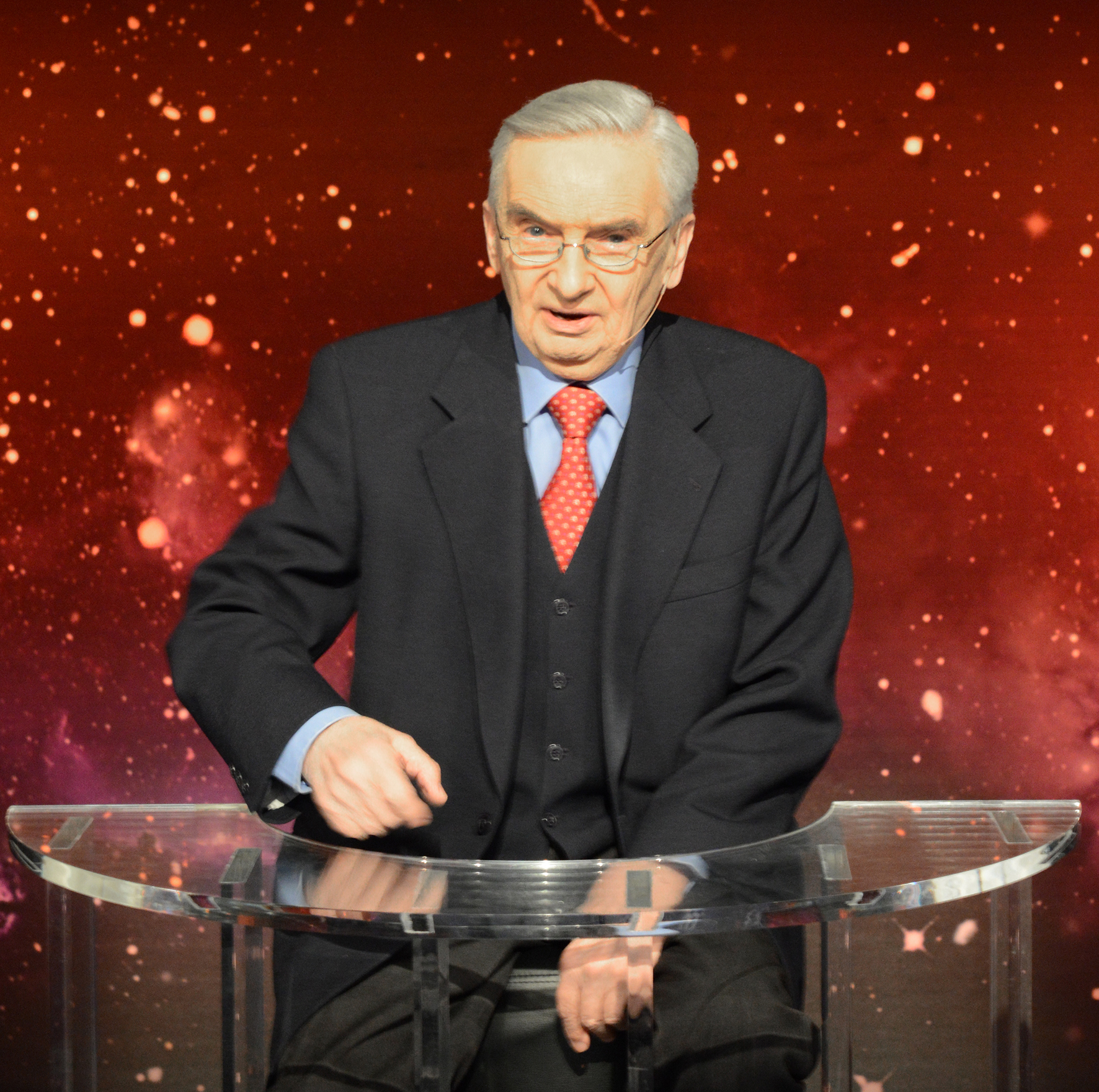
Tadeusz Sznuk w studiu „Jednego z dziesięciu” (2021)

Do gry przystępuje dziesięcioro zawodników. Każdy gracz przed wejściem do studia losuje numer stanowiska, które będzie zajmować.
Każdy uczestnik rozpoczyna grę z trzema „szansami” (reprezentowanymi przez trzy lampki bądź rzędy światełek przy pulpicie gracza). Szansę traci się, nie odpowiadając na pytanie w ciągu trzech sekund lub podając odpowiedź błędną. Zawsze pod uwagę bierze się pierwszą wypowiedzianą w całości odpowiedź. Reklamacje i zastrzeżenia zawodników co do uznania prawidłowości odpowiedzi udzielonej przez nich samych lub przeciwników mogą być zgłaszane tylko do momentu rozpoczęcia odczytywania kolejnego pytania przez prowadzącego program lub ogłoszenia przez niego zakończenia rundy.

### Etap I
Prowadzący zadaje graczom pytania zgodnie z kolejnością zajmowanych stanowisk, począwszy od gracza przy stanowisku nr 1 (każde pytanie kierowane jest do jednej osoby). Są dwie kolejki pytań. Poprawna odpowiedź ocala przed utratą szansy (tym sposobem już jedna poprawna odpowiedź zapewnia udział w drugim etapie). Jeśli zawodnik odpowie na pytanie błędnie lub nie odpowie wcale, to traci jedną szansę; jeśli nie odpowie poprawnie na żadne z dwóch pytań – kończy grę.

### Etap II
Zawodnicy, którzy udzielili w pierwszym etapie przynajmniej jednej poprawnej odpowiedzi kontynuują grę z taką liczbą szans, jaką udało im się zachować (trzema, jeśli obie ich odpowiedzi były poprawne, bądź dwiema, jeśli odpowiedzieli poprawnie jeden raz).
Pierwsze pytanie tej rundy prowadzący kieruje do zawodnika przy stanowisku nr 1 (chyba że ten odpadł w pierwszym etapie, wtedy do zawodnika przy stanowisku nr 2 itd.). Jeśli uczestnik odpowie poprawnie, to zyskuje prawo do wyznaczania; jeśli nie, to traci szansę, a prowadzący pyta kolejnych graczy tak długo, aż ktoś odpowie poprawnie i zdobędzie prawo wyznaczania.
Zgodnie z regulaminem teleturnieju pierwszy gracz, który otrzyma prawo typowania musi wybrać zawodnika znajdującego się po przeciwnej stronie studia, tj. zawodnicy z numerami 1–5 wyznaczają uczestników z numerami 6–10, a uczestnicy z numerami 6–10 wyznaczają zawodników z numerami 1–5. Zasada ta obowiązuje tylko podczas pierwszego wyznaczania. W dalszej części nie ma żadnych ograniczeń co do wyznaczania. Reguła ta nie obowiązywała w pierwszych seriach programu.
Kolejne pytania zadawane są uczestnikom wskazanym przez osobę, która jako ostatnia udzieliła poprawnej odpowiedzi. Jeżeli wyznaczony zawodnik nie odpowie na swoje pytanie poprawnie, to dotychczasowy wyznaczający wskazuje dalej, a jeśli udzieli właściwej odpowiedzi, to przejmuje prawo do wyznaczania. Gra toczy się tym sposobem tak długo, aż w grze pozostanie troje zawodników. Trójka ta przechodzi do finału odcinka.

### Etap III (finał)
W tym etapie może paść co najwyżej 40 pytań, a ważną rolę odgrywają punkty. Każdy finalista dostaje trzy nowe szanse i tyle punktów, ile szans zachował po drugim etapie.
Pierwsze pytania prowadzący kieruje do wszystkich uczestników. Zawodnicy zgłaszają się do nich, naciskając przyciski znajdujące się na pulpitach (odpowiada tylko ten, kto zgłosi się najszybciej). Za dobrą odpowiedź finalista dostaje 10 punktów, a za błędną traci szansę. Jeśli nikt się nie zgłosi do odpowiedzi, to nikt nie traci szansy. Gracz, który jako pierwszy udzieli trzech prawidłowych odpowiedzi (i tym samym zdobędzie 30 punktów) otrzymuje prawo do wyznaczania kolejnego pytanego, podobnie jak w drugim etapie.
Gracz wyznaczony do odpowiedzi może zyskać dziesięć punktów lub stracić jedną szansę. Jeśli uczestnik wskaże do pytania samego siebie i odpowie poprawnie, to otrzyma podwójną liczbę punktów, czyli 20 (przed dziesiątą edycją zasada ta nie obowiązywała). Jeśli po wzięciu pytania „na siebie” zawodnik odpowie źle (bądź wcale), to gracze znowu zgłaszają się do odpowiedzi sposobem „kto pierwszy, ten lepszy”, a prawo wyznaczania otrzymują już po jednej poprawnej odpowiedzi (w pierwszej edycji zasady wyznaczania w takim przypadku były inne: prawo wyznaczania należało do osoby, która jako ostatnia udzieliła prawidłowej odpowiedzi). Gdy w grze pozostanie jeden zawodnik (ostatni, który zachowa szanse), zasada podwajania punktów przestaje obowiązywać.
Gra kończy się:
- gdy prowadzący zada wszystkie czterdzieści pytań – wtedy zawodnikom za każdą zachowaną szansę dolicza się po dziesięć punktów, a zwycięzcą zostaje gracz z ich największą liczbą;
- od siódmej edycji (1996): gdy ostatni gracz straci ostatnią szansę – on też zostaje zwycięzcą odcinka;
- do szóstej edycji (1996): gdy dwóch zawodników straci wszystkie szanse i trzeci gracz – zwycięzca odcinka – musiałby odpowiadać na kolejne pytania samemu. Za każdą zachowaną szansę zwycięzca otrzymywał dodatkowe dziesięć punktów.

Liczba zdobytych punktów decyduje o udziale w Wielkim Finale danej edycji.

### Wielki Finał
Dziesięcioro zwycięzców 20 kolejnych odcinków (wcześniej 25 odcinków) z największą liczbą zdobytych punktów bierze udział w Wielkim Finale. Jego zasady są identyczne z regułami zwykłego odcinka.
W sytuacji, gdy dwoje lub więcej zawodników na ostatnim miejscu listy finalistów ma taką samą liczbę punktów, udział Wielkim Finale przysługuje wszystkim graczom z tym wynikiem. Wielokrotnie odbywał się finał 11-osobowy, raz nawet (w 89. edycji) Wielki Finał rozegrany został w 12-osobowym składzie. Kilka razy Wielki Finał odbył się w składzie 9-osobowym albo nawet 8-osobowym, gdy któryś z zakwalifikowanych zawodników nie mógł przybyć na nagranie.

#### Liczba odcinków w edycji[e]
- Edycja 1. liczyła 26 odcinków: 25 zwykłych i Wielki Finał.
- Edycje 2. i 3. liczyły po 21 odcinków: 20 zwykłych i Wielki Finał (ponadto w okresie emisji 2. edycji nadano odcinek specjalny niebędący częścią gry o Wielki Finał[e]).
- Edycja 4. liczyła 33 odcinki: 32 zwykłe i Wielki Finał[potrzebny przypis].
- Edycje 5–6 liczyły po 30 odcinków: 29 zwykłych i Wielki Finał[potrzebny przypis].
- Edycje 7–71 liczyły po 26 odcinków: 25 zwykłych i Wielki Finał.
- Edycja 72. liczyła 25 odcinków: 24 zwykłe i Wielki Finał (ponadto w ramach 72. serii nadano odcinek specjalny niebędący częścią gry o Wielki Finał[e]).
- Każda edycja od 73. liczy 21 odcinków: 20 zwykłych i Wielki Finał (ponadto w ramach serii 77., serii 78. oraz serii 81. nadano po jednym odcinku specjalnym niebędącym częścią gry o Wielki Finał[e]).

### Nagrody

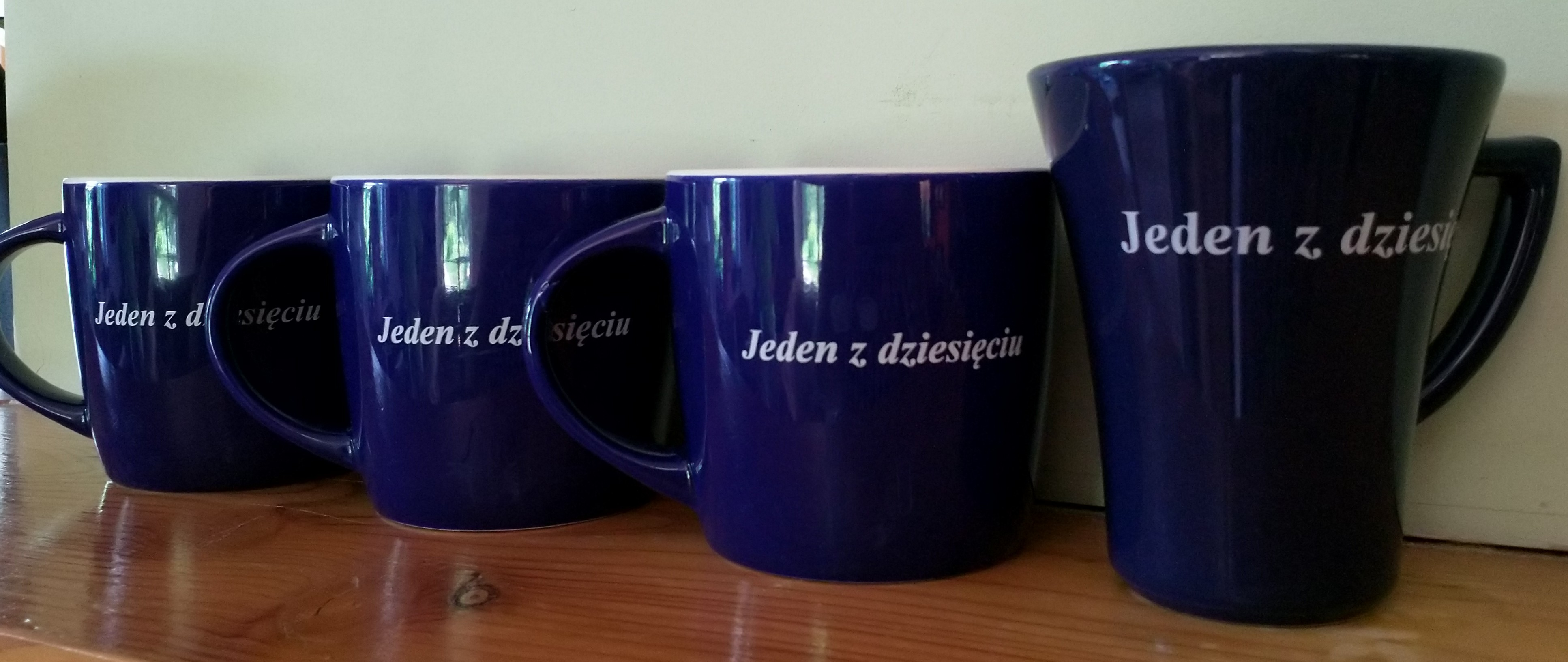
Kubki z nazwą teleturnieju

- Wszyscy uczestnicy etapu III w zwykłym odcinku: nagrody rzeczowe (np. tzw. słodkie kuferki, zegarki itp.)
- Zwycięzca zwykłego odcinka: 5000 zł (od 28. do 106. edycji włącznie 3000 zł[1], początkowo jednak 1000 zł), pobyt w 4-gwiazdkowym hotelu, nagrody rzeczowe (np. program antywirusowy, AGD, szwajcarski zegarek).
- Uczestnik Wielkiego Finału, który zdobył największą liczbę punktów łącznie w swoim odcinku i w Wielkim Finale (nawet jeśli nie zakwalifikował się do etapu III Wielkiego Finału): 10 000 zł[1]. Do 43. edycji (włącznie) były to wycieczki do ciepłych krajów.
- Zwycięzca Wielkiego Finału: 40 000 zł[1]. Do 43. edycji włącznie nagrodę główną stanowił samochód: Citroën AX w latach 1994–1995, Citroën ZX w 1995, Kia Rio w latach 2000–2001, Kia Sephia w 1996, Nissan Almera w 2000, Opel Corsa w 1996, Peugeot 106 w latach 1997–1998, Peugeot 206 w latach 1998–2000, Renault Thalia w latach 2003–2004, Toyota Corolla w latach 2000–2002, Toyota Corolla Verso w latach 2002–2003[potrzebny przypis].

## Odcinki specjalne
Dotychczas wyemitowano pięć wydań specjalnych programu.
1. 1 stycznia 1995[2] (w okresie emisji 2. edycji, ale poza rozgrywką o Wielki Finał 2. edycji) – jego uczestnikami byli: Grażyna Torbicka, Wiktor Zborowski, Dorota Idzi, Jarosław Gugała, Ewa Gawryluk, Artur Partyka, Ewa Sałacka, Artur Barciś, Katarzyna Skrzynecka, Włodzimierz Szaranowicz; nagrodę w wysokości 30 000 000 PLZ przekazano na rzecz warszawskiego szpitala dziecięcego.
2. 26 października 2012 (jako jeden z odcinków 72. serii, ale poza rozgrywką o Wielki Finał 72. edycji) – z okazji 60-lecia Telewizji Polskiej; jego uczestnikami byli: Karol Strasburger, Agnieszka Szulim, Marcin Wójcik, Urszula Chincz, Mateusz Szymkowiak, Waldemar Wilkołek, Adriana Prodeus, Marta Kielczyk, Tomasz Jasina, Tomasz Kammel; nagrodę w wysokości 10 000 PLN przekazano na rzecz Lubelskiego Hospicjum dla Dzieci im. Małego Księcia[2].
3. 28 października 2013 (jako jeden z odcinków 77. serii, ale poza rozgrywką o Wielki Finał 77. edycji) – z udziałem finalistów i laureatów olimpiad szkolnych; nagroda została przekazana Fundacji Dzieło Nowego Tysiąclecia[3].
4. 18 listopada 2013 (jako jeden z odcinków 78. serii, ale poza rozgrywką o Wielki Finał 78. edycji) – jego uczestnikami byli: Konrad Dąbrowski, Szymon Kołecki, Iwona Nabożna, Dariusz Jabłoński, Radosław Majdan, Daniel Iwanek, Tomasz Jasina, Leszek Dunecki, Piotr Sobczyński, Justyna Marciniak; nagrodę w wysokości 10 000 PLN przekazano na rzecz Opolskiego Stowarzyszenia Rehabilitacji Neurologicznej i Funkcjonalnej dla Julii Bonk, córki Bartłomieja Bonka[4][5].
5. 30 września 2014 (jako jeden z odcinków 81. serii, ale poza rozgrywką o Wielki Finał 81. edycji) – z udziałem wolontariuszy Fundacji Anny Dymnej „Mimo Wszystko”[6].

## Oprawa muzyczna
Muzyka w czołówce oraz w dżinglach to fragment kompozycji pod tytułem „Final Winners” skomponowanej przez Ralfa Weiganda. Natomiast podkładem muzycznym używanym podczas wyświetlania planszy z nazwiskami zawodników i podczas prezentacji zawodników, a także jako utwór kończący emisję teleturnieju, jest fragment kompozycji „Long Night” stworzonej przez Johna Eppinga (właśc. Gerharda Narholza). Oba utwory pochodzą z niemieckiej biblioteki muzycznej Sonoton. W przerywnikach pomiędzy etapami wykorzystano skróconą wersję utworu „Daytime” Fabrizio Albaniego, wydaną przez Primrose Music.

## Historia emisji
Pierwszy odcinek teleturnieju ukazał się 3 czerwca 1994 roku. Przez kilka pierwszych lat jego emisja była ciągła, tj. nie miała przerw wakacyjnych i trwała cały rok. W 2002 roku rozpoczęto wstrzymywanie emisji programu w czasie wakacji letnich. We wrześniu 2011 roku premierowe wydania teleturnieju zaczęły ukazywać się w sezonach kwartalnych (wiosennych i jesiennych), a nie rocznych, jak przedtem. Okazjonalnie granice sezonów przesuwają się nieznacznie, wydłużając emisję premier (np. Wielki Finał 110. edycji nadano 4 stycznia 2019 roku, a wiosenno-letnią przerwę w 2020 roku zakończono w połowie sierpnia).
Od początku nadawania przez ponad 23 lata teleturniej pokazywano na antenie TVP2. 15 stycznia 2018 roku nastąpiła zmiana stacji emitującej program – od tego dnia „Jeden z dziesięciu” ukazywał się na antenie TVP1. Data ta odnosi się do emisji powtórkowej; pierwsze premierowe odcinki na antenie telewizyjnej Jedynki pojawiły się pod koniec lutego – wraz z rozpoczęciem 104. edycji. Według ówczesnego prezesa Telewizji Polskiej, Jacka Kurskiego, była to odpowiedź na prośby widzów serialu Korona królów nadawanego w podobnym paśmie, jednak między innymi na łamach serwisu Business Insider Polska zasugerowano, jakoby faktycznym celem zmiany była próba poprawy oglądalności telewizyjnej Jedynki i sąsiadującego w ramówce serwisu informacyjnego Wiadomości. W sierpniu 2024 roku Telewizja Polska podała do wiadomości, że we wrześniu teleturniej powróci na antenę telewizyjnej Dwójki.
W marcu 2020 Telewizja Polska poinformowała o zawieszeniu realizacji teleturnieju z powodu rozprzestrzeniania się koronawirusa w Polsce. Do momentu wstrzymania nagrań zrealizowano wszystkie zwykłe odcinki 118. edycji. Nagranie Wielkiego Finału tej serii oraz kolejnych edycji musiało zostać przełożone. Ostatni przed przerwą premierowy odcinek TVP1 wyemitowała we wtorek, 14 kwietnia 2020 roku. Premierowe odcinki powróciły na antenę 13 sierpnia 2020 r. – tego dnia wyemitowano Wielki Finał 118. edycji, a następnego dnia rozpoczęła się emisja 119. edycji. Wtedy też wprowadzono pewne modyfikacje w realizacji programu. Między stanowiskami zawodników znajdowały się pleksiglasowe szyby (do 12. odcinka 125. edycji), a na koniec odcinka prowadzący zostaje przy swoim stoliku (nie podaje rąk zawodnikom na pożegnanie) i z tego miejsca żegna się z widzami. Zrezygnowano również ze zdjęć grupowych.
Przedwcześnie zakończył się także sezon wiosenny w 2021 roku. Powodem wstrzymania nagrań miały być nieporozumienia między nadawcą a producentem. Program powrócił na antenę jesienią tego samego roku.
Ponadto we wrześniu 2021 roku nadawca zaczął udostępniać kolejne odcinki teleturnieju w serwisie wideo na życzenie TVP VOD (po ich emisji telewizyjnej). Z powodu ograniczeń licencyjnych odcinki wycofywane są z platformy mniej więcej po miesiącu od udostępnienia.

## Oglądalność
Uwaga: Informacje dotyczące oglądalności oparto na badaniach przeprowadzonych przez Nielsen Audience Measurement i dotyczą one wyłącznie oglądalności pierwszej emisji telewizyjnej – nie uwzględniają oglądalności powtórek, wyświetleń w serwisach wideo na życzenie (np. TVP VOD) itp.
Odcinek teleturnieju nadany 11 marca 2009 roku obejrzało 2,44 mln widzów. W latach 2007–2009 widownia poszczególnych odcinków teleturnieju sięgała poziomu 2,2–2,7 mln widzów.
Średnia widownia kilku odcinków 70. edycji nadanych w dniach 5–13 września 2012 (tuż po zmianie pory emisji) wyniosła 1,06 mln osób. Oglądalność między 7 a 15 września 2011 roku (emisja o 17.20) była niższa i wynosiła 0,88 mln widzów.
79. serię teleturnieju (luty–kwiecień 2014) oglądało około 1,6 mln widzów; 73. i część 74. serii (luty–kwiecień 2013) zaś – ok. 2,1 mln widzów.
Premierowe wydania programu w okresie od 1 września do 28 grudnia 2015 oglądało średnio 1,62 mln widzów. W analogicznym okresie w roku 2014 widownia teleturnieju wyniosła średnio 1,54 mln widzów dziennie.
Po zmianie anteny (z TVP2 na TVP1) średnia widownia programu zimą i wiosną 2018 roku (tj. z uwzględnieniem powtórek) wzrosła o pół miliona widzów (w porównaniu z jesienią 2017).
Premiery pierwszych szesnastu odcinków 107. serii (3–24 września 2018) oglądało średnio 1,48 mln widzów dziennie. W okresie od 3 września 2018 do 11 lutego 2019 (serie 107–110 i miesiąc powtórek) teleturniej oglądało średnio 1,95 mln widzów dziennie.
Średnia widownia premierowych wydań nadanych między 9 września a 3 października 2019 roku (tj. niecałej 114. edycji) wyniosła 1,72 mln osób.
Odcinki nadane w okresie od 31 sierpnia do 22 grudnia 2020 roku (zatem bez uwzględnienia kilkunastu premier nadanych w sierpniu i z uwzględnieniem kilku powtórek nadanych w grudniu) gromadziły przed telewizorami średnio 1,73 mln widzów dziennie.
Premiery 123. i 124. edycji oglądało średnio 1,31 mln widzów dziennie.
Premiery odcinków nadanych na antenie TVP1 (tj. bez uwzględnienia wyświetleń w TVP VOD) w okresie od 6 do 24 września 2021 roku (nieco ponad połowa 125. edycji) osiągały widownię na średnim poziomie 1,13 mln widzów dziennie. Jesienią 2021 i wiosną 2022 roku (od 6 września 2021 do 7 stycznia 2022 i od 9 marca 2022 do 13 czerwca 2022) program oglądało średnio 1,20 mln osób.
Premierowe emisje odcinków trzech edycji nadawanych jesienią 2023 roku (138–140) oglądało średnio 1,06 mln widzów.
W okresie od 5 marca do pierwszych dni kwietnia 2025 roku teleturniej śledziło średnio 925 tys. widzów (SHR: 8,1%); w okresie od 5 marca do 3 czerwca: 829 tys. (SHR: 7,8%).

## Spis edycji i ich zwycięzcy
| Edycja | Premiera             | Wielki Finał         | Zwycięzca                        | Nagroda za punkty                       | Wynik kwalifikujący do Wielkiego Finału | Źródło dat |
| ------ | -------------------- | -------------------- | -------------------------------- | --------------------------------------- | --------------------------------------- | ---------- |
| 1      | 3 czerwca 1994       | 2 grudnia 1994       | Jacek Gawrych 164                | Janusz Chwałek 192                      | 93                                      | —          |
| 2      | 9 grudnia 1994       | 2 marca 1995         | Michał Haładyj 214               | Michał Haładyj 214                      | 81                                      | —          |
| 3      | 3 marca 1995         | 12 maja 1995         | Bogusław Majewski 234            | Bogusław Majewski 234                   | 91                                      | —          |
| 4      | 18 maja 1995         | 1 września 1995      | Roman Lewandowski                | bd.                                     | 111                                     | —          |
| 5      | 7 września 1995      | 15 grudnia 1995      | Jan Helak 366                    | Jan Helak 366                           | 101                                     | —          |
| 6      | 21 grudnia 1995      | 28 marca 1996        | Janusz Mrzigod 184               | Zbigniew Kwiatkowski 215                | 101                                     | —          |
| 7      | 3 kwietnia 1996      | 27 czerwca 1996      | Jacek Cieślak 384                | Jacek Cieślak 384                       | 102                                     | —          |
| 8      | 3 lipca 1996         | 16 października 1996 | Jan Małek 284                    | Jan Małek 284                           | 93                                      | —          |
| 9      | 17 października 1996 | 23 stycznia 1997     | Waldemar Kucaj-Solecki           | bd.                                     | 112                                     | —          |
| 10     | 29 stycznia 1997     | 24 kwietnia 1997     | Radosław Kołodziej 134           | bd.                                     | 91                                      | —          |
| 11     | 30 kwietnia 1997     | 31 lipca 1997        | Jerzy Gierduszewski 343          | Jerzy Gierduszewski 343                 | 121                                     | —          |
| 12     | 6 sierpnia 1997      | 30 października 1997 | Grzegorz Deszczak 266            | Grzegorz Deszczak 266                   | 92                                      | —          |
| 13     | 5 listopada 1997     | 18 lutego 1998       | Grzegorz Soroko 245              | Józef Katra 303                         | 102                                     | —          |
| 14     | 19 lutego 1998       | 20 maja 1998         | bd.                              | bd.                                     | 101                                     | —          |
| 15     | 21 maja 1998         | 27 sierpnia 1998     | Mirosław Szaciłło 413            | Mirosław Szaciłło 413                   | 101                                     | —          |
| 16     | 2 września 1998      | 12 listopada 1998    | Andrzej Sołomiewicz 302          | Andrzej Sołomiewicz 302                 | 103                                     | —          |
| 17     | 13 listopada 1998    | 21 stycznia 1999     | Wiesław Zagajewski 202           | bd.                                     | 111                                     | —          |
| 18     | 22 stycznia 1999     | 26 marca 1999        | Bogdan Ciszewski 253             | Mirosław Wrzesiński 306                 | 102                                     | —          |
| 19     | 31 marca 1999        | 2 czerwca 1999       | Tomasz Guzek 525                 | Tomasz Guzek 525                        | 102                                     | —          |
| 20     | 4 czerwca 1999       | 6 sierpnia 1999      | Zdzisława Gruźla 184             | Irena Wadoń 203                         | 82                                      | —          |
| 21     | 11 sierpnia 1999     | 7 października 1999  | Marek Pakleza 203                | Marek Pakleza 203                       | 91                                      | —          |
| 22     | 8 października 1999  | 9 grudnia 1999       | Grażyna Klimowicz-Bożko 353      | Grażyna Klimowicz-Bożko 353             | 91                                      | —          |
| 23     | 10 grudnia 1999      | 11 lutego 2000       | Karol Śledź 486                  | Karol Śledź 486                         | 92                                      | —          |
| 24     | 16 lutego 2000       | 13 kwietnia 2000     | Bohdan Waydyk 314                | Bohdan Waydyk 314                       | 82                                      | —          |
| 25     | 14 kwietnia 2000     | 15 czerwca 2000      | Anna Rychlicka 185               | Andrzej Milewski 275                    | 101                                     | —          |
| 26     | 28 czerwca 2000      | 30 sierpnia 2000     | Zbigniew Glapa 365               | Maria Jafra 433                         | 92                                      | —          |
| 27     | 31 sierpnia 2000     | 26 października 2000 | Wiesław Bejda 295                | Wiesław Bejda 295                       | 112                                     | —          |
| 28     | 31 października 2000 | 3 stycznia 2001      | Tomasz Niechoda 293              | Tomasz Niechoda 293                     | 102                                     | —          |
| 29     | 4 stycznia 2001      | 14 marca 2001        | Longin Gałecki 403               | Longin Gałecki 403                      | 101                                     | —          |
| 30     | 15 marca 2001        | 24 maja 2001         | Małgorzata Fangrat 223           | Małgorzata Fangrat 223                  | 91                                      | —          |
| 31     | 29 maja 2001         | 7 sierpnia 2001      | Dariusz Janicki 204              | Dariusz Janicki 204                     | 82                                      | —          |
| 32     | 8 sierpnia 2001      | 16 października 2001 | Tadeusz Kurak 355                | Tadeusz Kurak 355                       | 111                                     | —          |
| 33     | 17 października 2001 | 8 stycznia 2002      | Ludwik Jaworski 364              | Ludwik Jaworski 364                     | 122                                     | —          |
| 34     | 9 stycznia 2002      | 20 marca 2002        | Tomasz Sobieraj 264              | Tomasz Sobieraj 264                     | 81                                      | —          |
| 35     | 21 marca 2002        | 5 czerwca 2002       | Zbigniew Bernat 174              | Marek Jaskulski 192                     | 92                                      | —          |
| 36     | 6 czerwca 2002       | 31 października 2002 | Aleksander Borowski 302          | Tadeusz Mazurkiewicz 332                | 102                                     | —          |
| 37     | 5 listopada 2002     | 28 stycznia 2003     | Andrzej Dudek 375                | Andrzej Dudek 375                       | 121                                     | —          |
| 38     | 29 stycznia 2003     | 3 kwietnia 2003      | Stanisław Słowik 184             | Jarosław Orlański 221                   | 111                                     | —          |
| 39     | 8 kwietnia 2003      | 11 czerwca 2003      | Piotr Karski 193                 | Piotr Karski 193                        | 92                                      | —          |
| 40     | 2 września 2003      | 20 listopada 2003    | Witold Banaszkiewicz 514         | Witold Banaszkiewicz 514                | 92                                      | —          |
| 41     | 25 listopada 2003    | 4 lutego 2004        | Sławomir Paprocki 194            | Hubert Wenda 242                        | 102                                     | —          |
| 42     | 9 lutego 2004        | 19 kwietnia 2004     | Stefan Kisielewski 145           | Wiesław Czapla 164                      | 91                                      | —          |
| 43     | 20 kwietnia 2004     | 21 września 2004     | Tomasz Zomerfeld 375             | Tomasz Zomerfeld 375                    | 82                                      | —          |
| 44     | 22 września 2004     | 24 listopada 2004    | Andrzej Pawlik 224               | Andrzej Pawlik 224                      | 91                                      | —          |
| 45     | 25 listopada 2004    | 2 lutego 2005        | Grzegorz Walczak 273             | Jacek Przybysiak 305                    | 91                                      | —          |
| 46     | 3 lutego 2005        | 12 kwietnia 2005     | Marek Krukowski 415              | Marek Krukowski 415                     | 123                                     | —          |
| 47     | 13 kwietnia 2005     | 15 czerwca 2005      | Wiesław Noga 245                 | Dariusz Godoś 724                       | 132                                     | —          |
| 48     | 16 czerwca 2005      | 16 listopada 2005    | Krzysztof Romańczak 314          | Krzysztof Romańczak 314                 | 112                                     | —          |
| 49     | 22 listopada 2005    | 31 stycznia 2006     | Bogusław Lewandowski 335         | Leszek Białkowski 364                   | 121                                     | —          |
| 50     | 1 lutego 2006        | 18 kwietnia 2006     | Piotr Żelazko 235                | Grzegorz Datkiewicz 302                 | 142                                     | —          |
| 51     | 24 kwietnia 2006     | 27 września 2006     | Rafał Gajda 324                  | Karol Śledź 335                         | 111                                     | —          |
| 52     | 28 września 2006     | 2 stycznia 2007      | Stanisław Beszczyński 305        | Stanisław Beszczyński 305               | 142                                     | [ 33 ]     |
| 53     | 3 stycznia 2007      | 27 marca 2007        | Jacek Poprawiak 396              | Wojciech Praefort 425                   | 112                                     | [ 33 ]     |
| 54     | 28 marca 2007        | 5 września 2007      | Bohdan Waydyk 304                | Grzegorz Deszczak 325                   | 102                                     | [ 33 ]     |
| 55     | 6 września 2007      | 3 stycznia 2008      | Piotr Bruc 303                   | Piotr Bruc 303                          | 111                                     | [ 33 ]     |
| 56     | 9 stycznia 2008      | 10 kwietnia 2008     | Bogusława Soboń 223              | Bogusława Soboń 223                     | 123                                     | [ 33 ]     |
| 57     | 16 kwietnia 2008     | 8 października 2008  | Ewa Nowicka 344                  | Ewa Wyciślak 373                        | 103                                     | [ 33 ]     |
| 58     | 9 października 2008  | 5 lutego 2009        | Michał Markiewicz 484            | Michał Markiewicz 484                   | 112                                     | [ 33 ]     |
| 59     | 11 lutego 2009       | 14 maja 2009         | Dominik Rauer 504                | Dominik Rauer 504                       | 111                                     | [ 33 ]     |
| 60     | 20 maja 2009         | 9 listopada 2009     | Witold Dziuba 202                | Andrzej Zubala 345                      | 131                                     | [ 33 ]     |
| 61     | 10 listopada 2009    | 22 lutego 2010       | Bogusław Łojczyk 666             | Bogusław Łojczyk 666                    | 112                                     | [ 33 ]     |
| 62     | 1 marca 2010         | 5 października 2010  | Marcin Kotulski 383              | Paweł Bończyk 423                       | 131                                     | [ 33 ]     |
| 63     | 6 października 2010  | 7 grudnia 2010       | Włodzimierz Piasecki 264         | Stanisław Gajos 305                     | 131                                     | [ 33 ]     |
| 64     | 8 grudnia 2010       | 15 lutego 2011       | Wiesław Chwajta 282              | Wiesław Chwajta 282                     | 141                                     | [ 33 ]     |
| 65     | 16 lutego 2011       | 19 kwietnia 2011     | Stanisław Prajsnar 274           | Stanisław Prajsnar 274                  | 121                                     | [ 33 ]     |
| 66     | 20 kwietnia 2011     | 29 września 2011     | Jakub Maniara 303                | Jakub Maniara 303                       | 122                                     | [ 33 ]     |
| 67     | 3 października 2011  | 17 listopada 2011    | Tadeusz Orzeł 244                | Andrzej Skieterski 294                  | 121                                     | [ 33 ]     |
| 68     | 21 listopada 2011    | 22 marca 2012        | Mariusz Małgorzaciak 325         | Mariusz Małgorzaciak 325                | 112                                     | [ 33 ]     |
| 69     | 26 marca 2012        | 15 maja 2012         | Zbigniew Polański 212            | Bogusław Majewski 234                   | 111                                     | [ 33 ]     |
| 70     | 16 maja 2012         | 21 września 2012     | Wojciech Pluta 223               | Piotr Bruc 293                          | 10                                      | [ 33 ]     |
| 71     | 24 września 2012     | 30 października 2012 | Jerzy Grygiel 473                | Jerzy Grygiel 473                       | 103                                     | [ 33 ]     |
| 72     | 31 października 2012 | 5 grudnia 2012       | Adam Różycki 402                 | Marian Gorgoń 476                       | 122                                     | [ 33 ]     |
| 73     | 27 lutego 2013       | 28 marca 2013        | Jakub Gach 455                   | Jakub Gach 455                          | 121                                     | [ 33 ]     |
| 74     | 29 marca 2013        | 29 kwietnia 2013     | Waldemar Pieńkowski 354          | Waldemar Pieńkowski 354                 | 111                                     | [ 33 ]     |
| 75     | 30 kwietnia 2013     | 3 czerwca 2013       | Jarosław Kubik 534               | Jarosław Kubik 534                      | 112                                     | [ 33 ]     |
| 76     | 2 września 2013      | 30 września 2013     | Dominik Rauer 834                | Dominik Rauer 834                       | 123                                     | [ 33 ]     |
| 77     | 1 października 2013  | 30 października 2013 | Grażyna Klimowicz-Bożko 303      | Krzysztof Romańczak 493                 | 112                                     | [ 33 ]     |
| 78     | 31 października 2013 | 3 grudnia 2013       | Jolanta Syganiec 476             | Jolanta Syganiec 476                    | 132                                     | [ 33 ]     |
| 79     | 25 lutego 2014       | 14 kwietnia 2014     | Jarosław Malec 313               | Jarosław Malec 313                      | 102                                     | [ 33 ]     |
| 80     | 15 kwietnia 2014     | 3 czerwca 2014       | Stanisław Beszczyński 644        | Stanisław Beszczyński 644               | 112                                     | [ 33 ]     |
| 81     | 1 września 2014      | 29 września 2014     | Kamil Szwaba 474                 | Kamil Szwaba 474                        | 81                                      | [ 33 ]     |
| 82     | 1 października 2014  | 29 października 2014 | Paweł Bończyk 585                | Michał Płaczkiewicz 586                 | 101                                     | [ 33 ]     |
| 83     | 30 października 2014 | 28 listopada 2014    | Karol Romaszko 644               | Karol Romaszko 644                      | 121                                     | [ 33 ]     |
| 84     | 2 marca 2015         | 30 marca 2015        | Rafał Olczak 585                 | Rafał Olczak 585                        | 103                                     | [ 33 ]     |
| 85     | 31 marca 2015        | 29 kwietnia 2015     | Danuta Bzdawka 463               | Danuta Bzdawka 463                      | 112                                     | [ 33 ]     |
| 86     | 30 kwietnia 2015     | 29 maja 2015         | Piotr Żelazko 404                | Piotr Żelazko 404                       | 101                                     | [ 33 ]     |
| 87     | 31 sierpnia 2015     | 29 września 2015     | Bogusław Lewandowski 375         | Tomasz Rupacz, Bogusław Lewandowski 375 | 103                                     | [ 33 ]     |
| 88     | 30 września 2015     | 30 października 2015 | Leszek Białkowski 475            | Kamila Perczak 493                      | 121                                     | [ 33 ]     |
| 89     | 2 listopada 2015     | 3 grudnia 2015       | Małgorzata Łoboda 212            | Małgorzata Łoboda 212                   | 91                                      | [ 33 ]     |
| 90     | 4 grudnia 2015       | 15 stycznia 2016     | Jacek Przybysiak 345             | Leszek Bednarek 484                     | 112                                     | [ 33 ]     |
| 91     | 29 lutego 2016       | 29 marca 2016        | Piotr Bruc 826                   | Piotr Bruc 826                          | 91                                      | [ 33 ]     |
| 92     | 30 marca 2016        | 27 kwietnia 2016     | Arkadiusz Dziublak 212           | Błażej Jagiełło 414                     | 103                                     | [ 33 ]     |
| 93     | 28 kwietnia 2016     | 30 maja 2016         | Krystyna Wegner 294              | Krystyna Wegner 294                     | 93                                      | [ 33 ]     |
| 94     | 29 sierpnia 2016     | 26 września 2016     | Mariusz Małgorzaciak 555         | Mariusz Małgorzaciak 555                | 102                                     | [ 33 ]     |
| 95     | 27 września 2016     | 25 października 2016 | Daniel Mandela 272               | Daniel Mandela 272                      | 92                                      | [ 33 ]     |
| 96     | 26 października 2016 | 25 listopada 2016    | Jerzy Grygiel 245                | Tomasz Orzechowski 355                  | 111                                     | [ 33 ]     |
| 97     | 27 lutego 2017       | 27 marca 2017        | Miłosz Rosiak 524                | Jarosław Kubik 654                      | 113                                     | [ 33 ]     |
| 98     | 28 marca 2017        | 26 kwietnia 2017     | Jan Ziętal 163                   | Paweł Glac 235                          | 111                                     | [ 33 ]     |
| 99     | 27 kwietnia 2017     | 30 maja 2017         | Mirosław Mięsowicz 676           | Mirosław Mięsowicz 676                  | 112                                     | [ 33 ]     |
| 100    | 28 sierpnia 2017     | 25 września 2017     | Tomasz Kuchta 233                | Miłosz Młynarz 253                      | 101                                     | [ 33 ]     |
| 101    | 26 września 2017     | 24 października 2017 | Waldemar Pieńkowski 604          | Waldemar Pieńkowski 604                 | 102                                     | [ 33 ]     |
| 102    | 25 października 2017 | 22 listopada 2017    | Michał Sołtysik 213              | Walery Pass 283                         | 92                                      | [ 33 ]     |
| 103    | 23 listopada 2017    | 21 grudnia 2017      | Marcin Pełczyński 546            | Marcin Pełczyński 546                   | 131                                     | [ 33 ]     |
| 104    | 26 lutego 2018       | 28 marca 2018        | Edward Rakszewski 505            | Edward Rakszewski 505                   | 131                                     | [ 11 ]     |
| 105    | 29 marca 2018        | 27 kwietnia 2018     | Karol Romaszko 604               | Karol Romaszko 604                      | 102                                     | [ 11 ]     |
| 106    | 30 kwietnia 2018     | 28 maja 2018         | Dominik Rauer 906                | Dominik Rauer 906                       | 92                                      | [ 11 ]     |
| 107    | 3 września 2018      | 1 października 2018  | Ewa Wyciślak 284                 | Ewa Wyciślak 284                        | 92                                      | [ 11 ]     |
| 108    | 2 października 2018  | 30 października 2018 | Stanisław Alot 344               | Stanisław Alot 344                      | 111                                     | [ 11 ]     |
| 109    | 31 października 2018 | 3 grudnia 2018       | Jarosław Malec 354               | Jarosław Malec 354                      | 82                                      | [ 11 ]     |
| 110    | 4 grudnia 2018       | 4 stycznia 2019      | Stanisław Beszczyński 426        | Stanisław Beszczyński 426               | 92                                      | [ 11 ]     |
| 111    | 7 marca 2019         | 8 kwietnia 2019      | Krzysztof Gliński 564            | Krzysztof Gliński 564                   | 101                                     | [ 11 ]     |
| 112    | 9 kwietnia 2019      | 8 maja 2019          | Mariusz Kępka 365                | Mariusz Kępka 365                       | 101                                     | [ 11 ]     |
| 113    | 9 maja 2019          | 6 czerwca 2019       | Jerzy Józefowicz 324             | Krzysztof Rutecki 453                   | 92                                      | [ 11 ]     |
| 114    | 9 września 2019      | 7 października 2019  | Wojciech Jarosz 396              | Rafał Olczak 644                        | 101                                     | [ 11 ]     |
| 115    | 8 października 2019  | 6 listopada 2019     | Sławomir Kerber 344              | Sławomir Kerber 344                     | 111                                     | [ 11 ]     |
| 116    | 7 listopada 2019     | 6 grudnia 2019       | Jarosław Orlański 314            | Jarosław Orlański 314                   | 112                                     | [ 11 ]     |
| 117    | 12 lutego 2020       | 16 marca 2020        | Arkadiusz Kopeć 605              | Arkadiusz Kopeć 605                     | 111                                     | [ 11 ]     |
| 118    | 17 marca 2020        | 13 sierpnia 2020     | Konrad Jurgiewicz 283            | Piotr Łoboda 423                        | 103                                     | [ 11 ]     |
| 119    | 14 sierpnia 2020     | 11 września 2020     | Danuta Bzdawka 483               | Danuta Bzdawka 483                      | 101                                     | [ 11 ]     |
| 120    | 14 września 2020     | 12 października 2020 | Dariusz Borkowski 265            | Jan Wolniakowski 343                    | 93                                      | [ 11 ]     |
| 121    | 13 października 2020 | 10 listopada 2020    | Artur Łasiński 536               | Artur Łasiński 536                      | 72                                      | [ 11 ]     |
| 122    | 12 listopada 2020    | 11 grudnia 2020      | Piotr Bruc 836                   | Piotr Bruc 836                          | 92                                      | [ 11 ]     |
| 123    | 17 lutego 2021       | 18 marca 2021        | Wojciech Radecki 416             | Wojciech Radecki 416                    | 101                                     | [ 11 ]     |
| 124    | 19 marca 2021        | 21 kwietnia 2021     | Sebastian Witkowski 555          | Sebastian Witkowski 555                 | 102                                     | [ 11 ]     |
| 125    | 6 września 2021      | 4 października 2021  | Janusz Kubiak 345                | Tomasz Orzechowski 533                  | 142                                     | [ 11 ]     |
| 126    | 5 października 2021  | 3 listopada 2021     | Janusz Błazucki 394              | Paweł Jackowski 586                     | 113                                     | [ 11 ]     |
| 127    | 4 listopada 2021     | 6 grudnia 2021       | Tymoteusz Czyrson 644            | Tymoteusz Czyrson 644                   | 91                                      | [ 11 ]     |
| 128    | 7 grudnia 2021       | 7 stycznia 2022      | Sebastian Bączek 675             | Sebastian Bączek 675                    | 121                                     | [ 11 ]     |
| 129    | 9 marca 2022         | 7 kwietnia 2022      | Barbara Wilmanowicz 694          | Barbara Wilmanowicz 694                 | 141                                     | [ 11 ]     |
| 130    | 8 kwietnia 2022      | 11 maja 2022         | Ryszard Wilk 235                 | Rafał Olczak 546                        | 113                                     | [ 11 ]     |
| 131    | 12 maja 2022         | 13 czerwca 2022      | Waldemar Pieńkowski 654          | Waldemar Pieńkowski 654                 | 111                                     | [ 11 ]     |
| 132    | 13 września 2022     | 12 października 2022 | Dominik Szura 315                | Henryk Bzdawka 324                      | 112                                     | [ 11 ]     |
| 133    | 13 października 2022 | 17 listopada 2022    | Jacek Duda 444                   | Jacek Duda 444                          | 101                                     | [ 11 ]     |
| 134    | 18 listopada 2022    | 29 grudnia 2022      | Dawid Żak 315                    | Dawid Żak 315                           | 81                                      | [ 11 ]     |
| 135    | 1 marca 2023         | 29 marca 2023        | Krzysztof Gliński 645            | Krzysztof Gliński 645                   | 102                                     | [ 11 ]     |
| 136    | 30 marca 2023        | 5 maja 2023          | Mirosław Mięsowicz 666           | Mirosław Mięsowicz 666                  | 92                                      | [ 11 ]     |
| 137    | 8 maja 2023          | 6 czerwca 2023       | Jan Mrozowski 572                | Jan Mrozowski 572                       | 112                                     | [ 11 ]     |
| 138    | 28 sierpnia 2023     | 25 września 2023     | Piotr Szkurat 273                | Maksymilian Saczywko 353                | 103                                     | [ 11 ]     |
| 139    | 26 września 2023     | 26 października 2023 | Emil Witczak 455                 | Emil Witczak 455                        | 122                                     | [ 11 ]     |
| 140    | 27 października 2023 | 24 listopada 2023    | Daniel Szymański 404             | Artur Baranowski 803                    | 81                                      | [ 11 ]     |
| 141    | 4 marca 2024         | 2 kwietnia 2024      | Adam Fabisiewicz 305             | Arkadiusz Kopeć 866                     | 101                                     | [ 11 ]     |
| 142    | 3 kwietnia 2024      | 2 maja 2024          | Urszula Łyżwa 242                | Piotr Matonóg 332                       | 91                                      | [ 11 ]     |
| 143    | 6 maja 2024          | 3 czerwca 2024       | Aleksandra Lech 305              | Aleksandra Lech 305                     | 93                                      | [ 11 ]     |
| 144    | 2 września 2024      | 30 września 2024     | Bogusław Łojczyk 404             | Bogusław Łojczyk 404                    | 112                                     | [ 11 ]     |
| 145    | 1 października 2024  | 29 października 2024 | Marzena Szymanowska-Pietrzyk 392 | Marzena Szymanowska-Pietrzyk 392        | 132                                     | [ 11 ]     |
| 146    | 30 października 2024 | 28 listopada 2024    | Miłosz Rosiak 376                | Mateusz Kosonowski 602                  | 82                                      | [ 11 ]     |
| 147    | 5 marca 2025         | 2 kwietnia 2025      | Aleksander Meresiński 486        | Aleksander Meresiński 486               | 102                                     | [ 11 ]     |
| 148    | 3 kwietnia 2025      | 5 maja 2025          | Dominik Rauer 605                | Artur Łasiński 973                      | 93                                      | [ 11 ]     |
| 149    | 6 maja 2025          | 3 czerwca 2025       | Marcin Sokołowski 346            | Marcin Antoszak 404                     | 112                                     | [ 11 ]     |

## Rekordy i sytuacje nadzwyczajne
- Największa możliwa do zdobycia w jednym odcinku liczba punktów to 803. Aby uzyskać taki wynik, zawodnik musi zakończyć drugi etap z trzema szansami (za które dostaje trzy punkty), w trzecim etapie zgłosić się i odpowiedzieć na trzy pierwsze pytania, a następnie do końca wyznaczać siebie i bezbłędnie odpowiadać (za poprawną odpowiedź na pytania „wzięte na siebie” otrzymuje 20 punktów). Po wyczerpaniu puli 40 pytań przygotowanych do trzeciego etapu zawodnik w tej sytuacji dostaje 30 punktów za trzy zachowane szanse. W ramach jednej edycji uczestnik może tego dokonać dwukrotnie (w zwykłym odcinku i w Wielkim Finale), zatem w jednej edycji może zdobyć maksymalnie w sumie 1606 punktów.
  - Najwyższe wyniki osiągane przez uczestników w jednym odcinku to:
    1. 803 pkt – Artur Baranowski – edycja 140., odcinek 19.[108][109],
    2. 802 pkt – Artur Łasiński – edycja 148., odcinek 15.[110],
    3. 713 pkt – Arkadiusz Kopeć – edycja 141., odcinek 17.[111],
    4. 602 pkt – Mateusz Kosonowski – edycja 146., odcinek 11.[112],
    5. 533 pkt – Tomasz Orzechowski – edycja 125., odcinek 1.[113][114] (pierwszy uczestnik, który przebił barierę pięciuset punktów),
    6. 532 pkt – Barbara Wilmanowicz – edycja 129., odcinek 2.[115][116],
    7. 503 pkt – Paweł Jackowski – edycja 126., odcinek 17.[117][118],
    8. 501 pkt – Jan Mrozowski – edycja 137., odcinek 4.[119],
    9. 493 pkt (rekord utrzymujący się przez 6 lat):
      - Kamila Perczak – edycja 88., odcinek 8.[120],
      - Dominik Rauer – edycja 106., odcinek 20.[121],
      - Jolanta Syganiec – edycja 122., odcinek 10.

  - Rekordową sumę punktów ze zwykłego odcinka i Wielkiego Finału (łącznie) uzyskał Artur Łasiński. W 148. edycji zdobył 973 punkty, bijąc poprzedni rekord (906 punktów[122][123]) należący do Dominika Rauera.
- Wielokrotni zwycięzcy:
  - Dominik Rauer jako jedyny wygrał Wielki Finał czterokrotnie.
  - Trzech zawodników wygrało Wielki Finał trzykrotnie – są to Stanisław Beszczyński, Piotr Bruc i Waldemar Pieńkowski (przy czym Waldemar Pieńkowski dokonał tego, będąc za każdym razem liderem listy zwycięzców).
  - Trzynaściorgu zawodnikom udało się wygrać dwukrotnie Wielki Finał. Są to: Grażyna Klimowicz-Bożko[124], Bohdan Waydyk, Bogusław Lewandowski, Piotr Żelazko, Mariusz Małgorzaciak, Jerzy Grygiel, Karol Romaszko, Jarosław Malec, Danuta Bzdawka, Krzysztof Gliński, Mirosław Mięsowicz, Bogusław Łojczyk i Miłosz Rosiak.
- Piotr Bruc jako jedyny zdobył nagrodę za największą liczbę punktów czterokrotnie.
- W 17. odcinku 119. edycji Aneta Kurczewska-Hołtyn wygrała odcinek, zdobywając 11 punktów[125]. Jest to najmniejsza zdobyta przez zwycięzcę odcinka liczba punktów. Wyrównała tym samym rekord sprzed lat[potrzebny przypis].
- W finale 16. odcinka 104. edycji Piotr Przęczek zdobył 483 punkty, ale stracił wszystkie szanse. Odcinek wygrał Leszek Kędzierski z wynikiem 71 punktów[126].
- Zdarza się, że w Wielkim Finale nagrodę za punkty otrzymuje gracz, który nie dotarł do III etapu – jedynie za sprawą punktów zdobytych w swoim zwykłym odcinku (np. WF 88. edycji – Kamila Perczak). Wtedy ta osoba przychodzi do finałowej trójki po zakończeniu finałowej rozgrywki (we wcześniejszych edycjach dana osoba nie przychodziła po zakończeniu rozgrywki – np. podczas WF 70. edycji Piotr Bruc).
- W Wielkim Finale 87. edycji po raz pierwszy w historii programu zdarzyło się, że dwaj gracze mieli najwyższą liczbę punktów (łączną – za odcinek zwykły i Wielki Finał). W tej sytuacji nagroda za punkty została podzielona. Obaj gracze dostali po 5000 zł (po 50 proc. z 10 000 zł)[127].
- Wyjątkowo rzadko rozgrywka kończy się remisem, tj. wyłonieniem dwóch zwycięzców w jednym odcinku. Sytuacje te miały miejsce w odcinkach 6., 8., 104. i 125. edycji. Zwycięzcy odcinków zdobyli odpowiednio: Bogusław Solawa i Tadeusz Zapalski po 151 punktów, Anna Pawłowska i Marek Krukowski – po 152 punkty[128], Włodzimierz Rakowski i Lech Wiśniewski po 142 punkty[128][129], a Rafał Wawrzyński i Krzysztof Hanarz po 261 punktów[130][131]. Nagroda dla zwycięzcy jest w takiej sytuacji dzielona i obu zawodników wchodzi na listę finalistów z taką samą liczbą punktów (o ile dany wynik jest wystarczający do zapisania na tej liście). Postępowanie wygląda podobnie w przypadku remisu u wszystkich trzech graczy finału (taka sytuacja nie wydarzyła się jeszcze w historii programu).
- W 15. odcinku 80. serii rozgrywka finałowa musiała zostać przerwana z powodu braku czasu antenowego. Jej dalszą część pokazano w kolejnym odcinku, przed rozpoczęciem nowej gry[132]. Powodem takiej sytuacji był bardzo długo trwający drugi etap.
- W 16. odcinku 86. edycji jeden z uczestników zasłabł na planie. Nagrywanie dokończono po 20-godzinnej przerwie. Zadano wtedy trzy końcowe pytania finału, a w nagraniu wzięło udział dwoje zawodników (zawodnik ze stanowiska nr 2 już wcześniej odpadł)[133].
- W kilku Wielkich Finałach zdarzały się przypadki, że jedno ze stanowisk było puste, gdyż jeden z graczy nie stawił się na nagranie.
- W Wielkim Finale 89. edycji wzięło udział aż 12 zawodników[134].
- W 12. odcinku 81. edycji zdarzyło się, że uczestnik wziął pytanie „na siebie” już w II etapie. Regulamin tego nie zabrania. Gracz udzielił błędnej odpowiedzi, przez co stracił szansę, ale mógł dalej wyznaczać. Drugi taki przypadek miał miejsce w 14. odcinku 112. edycji, z tym że zawodnik odpowiedział na pytanie poprawnie.
- W 19. odcinku 55. edycji w drugim etapie żaden z graczy ze stanowisk 1–6 nie odpowiedział na pierwsze pytanie. Dopiero uczestniczka na stanowisku nr 7 odpowiedziała na pytanie i wtedy zgodnie z zasadą musiała wyznaczyć kogoś ze stanowisk 1–5[potrzebny przypis].
- W 4. odcinku 120. edycji żaden z uczestników na stanowiskach 1–5 nie odpowiedział poprawnie na pytanie. Prawo do wyznaczania zdobył dopiero zawodnik przy stanowisku nr 6, który wbrew zasadom wyznaczył gracza ze stanowisk 6–10 (zamiast gracza ze stanowisk 1–5). Reguły wyznaczania nie wyegzekwowano także w 16. odcinku 122. edycji, w którym jako pierwszy wyznaczał zawodnik z numerem 8 (przy czym zawodnicy na stanowiskach nr 3 i nr 5 odpadli w pierwszym etapie).
- W Wielkim Finale 140. edycji nie wziął udziału rekordzista i lider listy zwycięzców Artur Baranowski[28][29]. Mimo to zdobył nagrodę za największą liczbę punktów[91].
- Bardzo często w danym odcinku występują wyłącznie mężczyźni. Nie zdarzyło się jeszcze, aby większość zawodników stanowiły kobiety. Tylko parokrotnie liczba mężczyzn i kobiet była równa. Ostatni raz taka sytuacja zdarzyła się w odcinku specjalnym 77. edycji, gdzie brała udział młodzież licealna – laureaci olimpiad przedmiotowych[135]. Wygrał Kosma Nykiel[136], który zdobył 233 punkty, a wygrana 10 000 zł została przekazana na Fundację „Dzieło Nowego Tysiąclecia”.
- W odcinku specjalnym z 1995 roku nie rozegrano rundy pierwszej. Z początku uczestnicy sobie podpowiadali; jednemu z graczy za poprawną podpowiedź przywrócono wcześniej utraconą szansę.
- W 4. odcinku 141. edycji w finale wystąpiły same kobiety.